# Église du Sacré-Cœur de Jersey City
Pour les articles homonymes, voir Église du Sacré-Cœur.
L'église du Sacré-Cœur de Jersey City est une ancienne église paroissiale catholique située à Jersey City, dans l'État américain du New Jersey. Elle se trouve dans l'archidiocèse de Newark.

## Situation
L'église du Sacré-Cœur se trouve dans l'angle nord-est du croisement de Martin Luther King Drive et Bidwell Avenue, dans la communauté de Greenville (en).

## Historique
L'église est construite entre 1922 et 1924. Elle est d'abord desservie par les prêtres dominicains.
L'église du Sacré-Cœur ferme ses portes en 2005, après la diminution du nombre de fidèles de 4 000 au maximum à quelques centaines. L'archidiocèse de Newark ne prévoit pas de la rouvrir,. En revanche, la Sacred Heart School affiliée reste ouverte,. Le complexe est inscrit au New Jersey Register of Historic Places (en) en 2008 mais est considéré comme menacé.
En 2015, le prieuré jouxtant l'église devient le siège du programme de réinsertion du Jersey City Employment & Training Program (JCETP) dirigé par Jim McGreevey.

## Architecture
Elle est conçue par l'architecte bostonien Ralph Adams Cram (en) dans les styles gothique espagnol et mauresque. Elle est faite de granite. Ses vitraux sont conçus par Harry Wright Goodhue (en), alors âgé de 18 ans,. La façade ouest de l'église est ornée d'une rosace.